# Winnie Harlow
Chantelle Brown-young (Toronto, 27 de juliol de 1994), més coneguda com a Winnie Harlow, és una periodista i model canadenca que pateix vitiligen des dels quatre anys. Treballa com a model a ShowSudio. També es preocupa d'inspirar i transmetre seguretat a altres persones amb la mateixa malaltia.
Sobre la seva infància, Harlow va dir: "Mentre creixia, jo era objecte de burles, ridiculitzada i intimidada. M'anomenaven vaca, zebra i tot tipus d'insults despectius." Després de canviar d'escola, va decidir veure la seva malaltia d'una manera positiva i acceptar-la.
Va començar la seva carrera al reality-show America's Next Top Model, de la cadena americana UPN, un cop la seva presentadora Tyra Banks es fixés en ella pel seu perfil d'instagram.
L'any 2014 va començar a treballar per la firma de moda Desigual, sobre la qual va declarar: "Desigual es destaca per ser inusual i únic i atípic, per la qual cosa va considerar que jo seria la persona perfecta per això".
El 2015 va compaginar les desfilades de passarel·la per Desigual i com a model de publicitat per a la marca Diesel. Actualment és una de les models més sol·licitades internacionalment. El 2015 també va guanyar el premi "Beauty Idol" a la Gala Spa 2015 celebrada a Alemanya.